# Carmelo Miranda
Carmelo Miranda González (Aranda de Duero, 20 dicembre 1969) è un ex ciclista su strada spagnolo, professionista dal 1991 al 1998.

## Palmarès

### Strada
- 1995 (Banesto, una vittoria)

3ª tappa Route du Sud (Saint-Gaudens > Plateau de Beille)

#### Altri successi
- 1995 (Banesto)

2ª tappa Vuelta a La Rioja (Calahorra > Arnedillo, cronosquadre)

## Piazzamenti

### Grandi Giri
- Giro d'Italia

1993: 79º
- Tour de France

1995: 57º
1996: ritirato (4ª tappa)
- Vuelta a España

1991: 49º
1992: 37º
1993: 56º
1994: 33º
1995: 51º
1998: ritirato (8ª tappa)